# Marie-Hélène Fehr-Clément
Marie-Hélène Fehr-Clément, née le 5 février 1918 à Lausanne et morte le 1er juillet 2012 dans la même ville est une artiste peintre, dessinatrice et écrivain vaudoise.

## Biographie
Marie-Hélène Clément est la fille du peintre Charles Clément et mère du peintre Marc-Antoine Fehr. 
Peintre et dessinatrice, elle signe ses toiles de son seul prénom. Elle travaille avec son père, puis à l'école cantonale des beaux-arts. Encouragée par le peintre Auberjonois, elle fait sa première exposition à Lausanne (Guilde du livre). Elle se marie à Zurich. Elle expose ses peintures à Zurich, à Lausanne, à Paris, à Munich et chaque année à Zürich Land. 
En 1988, paraît aux éditions de l'Âge d'Homme sous le titre À l'ombre de mon chemin, ses souvenirs, puis, chez le même éditeur, en 1995 un texte autobiographique De l'amour on a assez parlé. En 1990, elle expose à Olten au Kunstmuseum trois générations de peintres. 